# Fabiana Maranhão
Fabiana Maranhão (São Paulo, 13 de Fevereiro de 1984) é uma jornalista brasileira.
Formada em Comunicação Social/Jornalismo em 2006 pela Universidade Federal de Pernambuco.
Já trabalhou em diversos veículos de comunicação em Pernambuco: foi repórter e apresentadora na TV Jornal, afiliada do SBT, repórter na TV Grande Rio, afiliada da TV Globo em Petrolina, sertão do Estado, e repórter na TV Universitária. Quando estudante, estagiou na TV Globo Nordeste e no jornal Folha de Pernambuco.
Foi repórter do portal UOL, em São Paulo, entre 2012 e 2017.
A jornalista conquistou diversos prêmios de jornalismo: Prêmio Vladimir Herzog de Anistia e Direitos Humanos (2014), Prêmio Imprensa Embratel (2011), Prêmio Cristina Tavares de Jornalismo (2011), Prêmio Vladimir Herzog de Anistia e Direitos Humanos (2010), Prêmio de Direitos Humanos de Jornalismo (2010), Concurso Tim Lopes de Jornalismo Investigativo (2010) e Prêmio Abraciclo de Jornalismo (2009).